# 247 градусов по Фаренгейту
«247 градусов по Фаренгейту» (англ. 247 °F) — фильм ужасов режиссёра Левана Бакха 2011 года.

## Сюжет
Четверо друзей отправляются в дом на берегу озера, чтобы весело провести выходные… Но уик-энд превращается в настоящий кошмар, когда трое из них оказываются запертыми в горячей сауне. Зов на помощь не приносит результатов. Температура стремительно растёт. Яну наконец удаётся камнем разбить окошко в двери сауны, но при этом он разбивает свою руку в кровь. В парилку поступает свежий воздух, становится легче дышать. Они находят за термометром термостат, но Ян говорит его не трогать, так как ребята могут погибнуть. В попытках выбраться из ловушки Ян вызывает короткое замыкание в лампочке внутри сауны, надеясь, что вместе со светом выключится и нагреватель. Это не срабатывает, и Яна бьёт током. Прибежавшая собака Бо слышит зов о помощи и бежит к Вэйду, чтобы привести его к сауне, но тот не понимает зова собаки, думая, что на неё так подействовал фейерверк. Наконец, Рэнне решает вырвать термостат. Дженна мешает ей это осуществить, случайно бьёт девушку камнем по голове и Рэнне падает, потеряв сознание. Спустя несколько минут Дженна в истерике сама ломает термостат. Это усиливает пламя в газовой печи. Вдруг Ян, глядя на усилившийся огонь, начинает смеяться безумным смехом и ломает печь. Она взрывается, отбрасывая окровавленного Яна в угол сауны. У Дженны начинаются галлюцинации, она думает, что выбралась из сауны, и идёт в свою комнату. Увидев на полу возле кровати потерявшую сознание Рэнне, она приходит в себя в углу сауны и изо всех сил пытается спасти жизнь подруге, но вскоре сама теряет сознание. Далее показывается причина, почему друзья застряли в сауне — Майкл случайно заблокировал дверь лестницей.
Следующая сцена происходит уже через несколько минут. Приехала полиция и скорая помощь. Полицейские допрашивают Вэйда, а санитары ввозят Дженну и Рэнне в машину скорой помощи. Рядом у забора в раскаянии сидит Майкл. Рэнне берёт Дженну за руку.

## В ролях
- Скаут Тейлор-Комптон — Дженна
- Трэвис Ван Винкл — Ян
- Кристина Уллоа — Рэнне
- Тайлер Мэйн — Уэйд
- Майкл Копон — Майкл